# Lissopimpla excelsa
Lissopimpla excelsa är en stekelart som först beskrevs av Costa 1864.  Lissopimpla excelsa ingår i släktet Lissopimpla och familjen brokparasitsteklar. Inga underarter finns listade i Catalogue of Life.